# Relations entre le Guatemala et l'Inde
Les relations entre le Guatemala et l'Inde font référence aux relations internationales qui existent entre la république du Guatemala et la république de l'Inde. Les deux pays ont établi des relations diplomatiques entre eux dans les années 1970, et ont décidé d'ouvrir des missions diplomatiques résidentes dans l'autre pays. Les deux nations font partie du Mouvement des non-alignés.

## Histoire
Selon le ministère du commerce du gouvernement indien, le commerce total entre l'Inde et le Guatemala ne représentait que 92 millions de dollars US en 2009-10, l'Inde représentant près de 87 millions de dollars de ce commerce, soit environ 95 %.
Le vice-président de l'Inde, Venkaiah Naidu, s'est rendu au Guatemala pour la première visite d'une délégation de haut niveau dans le pays depuis l'établissement de relations diplomatiques en 1972. Le vice-président a visité la ville historique d'Antigua Guatemala et a également discuté de l'expansion des liens commerciaux dans le domaine de la culture, de la préservation de la faune et de la flore sauvages, du secteur informatique et de l'agriculture. Il a également insisté sur l'aide à apporter au système de santé guatémaltèque avec l'aide de l'industrie pharmaceutique, de retour en Inde.

## Missions diplomatiques
Les relations diplomatiques entre le Guatemala et l'Inde ont été établies en 1972. L'Inde a ouvert son ambassade à Guatemala City le 2 mai 2011. Le Guatemala a ouvert son ambassade à New Delhi le 9 avril 2013,.

## Guerre des épices
Il existe une concurrence accrue dans la production de la cardamome entre l'Inde et le Guatemala, entre autres épices. Pendant la période de surabondance de cardamome de 1997-1998, le Guatemala aurait expédié environ 3 000 tonnes de la récolte en Inde via le Népal. Le Guatemala peut se permettre de manipuler le prix international puisque son coût de production est faible par rapport à celui de l'Inde. Bien que la culture de la cardamome en Inde nécessite de nombreux intrants, elle prospère sur de grandes surfaces de terres vierges au Guatemala, sans engrais ni pesticides,.